# 송호진
송호진(宋鎬珍, 1955년 2월 15일 ~ )은 대한민국의 제4·6·7대 전라북도 익산시의원이었다.

## 학력
- 왕북국민학교 졸업
- 남성중학교 졸업
- 남성고등학교 졸업
- 원광대학교 농학과 학사 졸업

### 비학위 수료
- 원광대학교 대학원 농학과 농학석사 졸업
- 경희대학교 NGO 대학원 시민사회학과 사회과학 석사 졸업
- 원광대학교 대학원 행정학과 행정학 박사과정 수료

## 경력
- 영등중학교 운영위원장
- 원광대학교 사회과학대학 강사
- 전주대학교 행정학과 겸임교수
- 익산시 학교운영위원 협의회 회장
- 이리여자고등학교 운영위원장
- 이리중앙라이온스클럽 회장
- 익산 YMCA 이사
- 익산교육시민연대 자문위원
- 익산시민연대 상임대표
- 익산시 영등동성당 사목회장
- 왕북초등학교 운영위원장
- 한국농어촌공사 근무
- 2002.07 ~ 2006.06 제4대 전라북도 익산시의회 의원
- 2002.07 ~ 2004.07 제4대 전라북도 익산시의회 전반기 행정자치위원회 위원
- 2004.03 ~ 2004.03 제4대 전라북도 익산시의회 조례정비특별위원회 위원
- 2004.07 ~ 2006.06 제4대 전라북도 익산시의회 후반기 사회산업건설위원회 위원
- 2004.07 ~ 2006.06 제4대 전라북도 익산시의회 후반기 예산결산특별위원회 위원
- 2010.07 ~ 2014.06 제6대 전라북도 익산시의회 의원
- 2010.07 ~ 2012.07 제6대 전라북도 익산시의회 전반기 기획행정위원회 위원
- 2010.07 ~ 2012.07 제6대 전라북도 익산시의회 전반기 예산결산특별위원회 위원
- 2012.07 ~ 2014.06 제6대 전라북도 익산시의회 후반기 기획행정위원회 위원
- 2012.07 ~ 2014.06 제6대 전라북도 익산시의회 후반기 예산결산특별위원회 위원
- 2014.07 ~ 2018.06 제7대 전라북도 익산시의회 의원
- 2014.07 ~ 2016.07 제7대 전라북도 익산시의회 전반기 의회운영위원회 위원
- 2014.07 ~ 2016.07 제7대 전라북도 익산시의회 전반기 기획행정위원회 위원장
- 2014.07 ~ 2016.07 제7대 전라북도 익산시의회 전반기 예산결산특별위원회 위원
- 2016.07 ~ 2018.06 제7대 전라북도 익산시의회 후반기 의회운영위원회 위원
- 2016.07 ~ 2018.06 제7대 전라북도 익산시의회 후반기 기획행정위원회 위원
- 2016.07 ~ 2018.06 제7대 전라북도 익산시의회 후반기 예산결산특별위원회 위원

## 역대 선거 결과
|  | 58.46% |

|  | 13.14% |

|  | 22.15% |

|  | 26.46% |

|  | 15.45% |